# Ward (Carolina del Sud)
Ward è un comune degli Stati Uniti d'America, situato in Carolina del Sud, nella Contea di Saluda.